# Cordillera de Pemehue
Cordillera de Pemehue är en bergskedja i Chile. Den ligger i den södra delen av landet, 500 km söder om huvudstaden Santiago de Chile.
I omgivningarna runt Cordillera de Pemehue växer i huvudsak blandskog. Runt Cordillera de Pemehue är det glesbefolkat, med 18 invånare per kvadratkilometer.